# Sima vargomba
A sima vargomba (Cylindrobasidium evolvens) a Physalacriaceae családba tartozó, Eurázsiában és Észak-Amerikában honos, lombos fák ágain élő, nem ehető gombafaj. 

## Megjelenése
A sima vargomba termőteste az aljzaton vékony, szabálytalan körvonalú bevonatot képez. Mérete 3-8 (30) cm, vastagsága kb. 1 mm. Fiatalon kis fehér, bolyhos szélű foltokat alkot, melyek közepe rózsaszínes-barnás. A foltok fokozatosan nagyobb termőtestté olvadnak össze; ennek növekedő külső széle fehér, belső része kissé kiemelkedő, színe eleinte krémszínű, később rózsaszínes-okkeres. Fiatalon narancsos-vöröses guttációs cseppeket bocsáthat ki. 
Állaga eleinte puha, rugalmas, idősen kemény, középen rideg, repedező. Az aljzatról könnyen leszedhető. Felülete sima, követi az aljzat formáját. Szaga és íze nem jellegzetes.
Spórapora fehér. Spórája spórája csepp alakú, sima, áttetsző, inamiloid, belsejében olajcseppekkel; mérete 8-10 x 4-5 µm.

### Hasonló fajok
A domború fekvőtapló hasonlíthat hozzá.  

## Elterjedése és termőhelye
Eurázsiában és Észak-Amerikában honos. Magyarországon gyakori.
Lombos fák ágain, vékonyabb törzsén él, az elpusztult ágak anyagában fehérkorhadást okoz. Nem parazita. Egész évben megtalálható. 

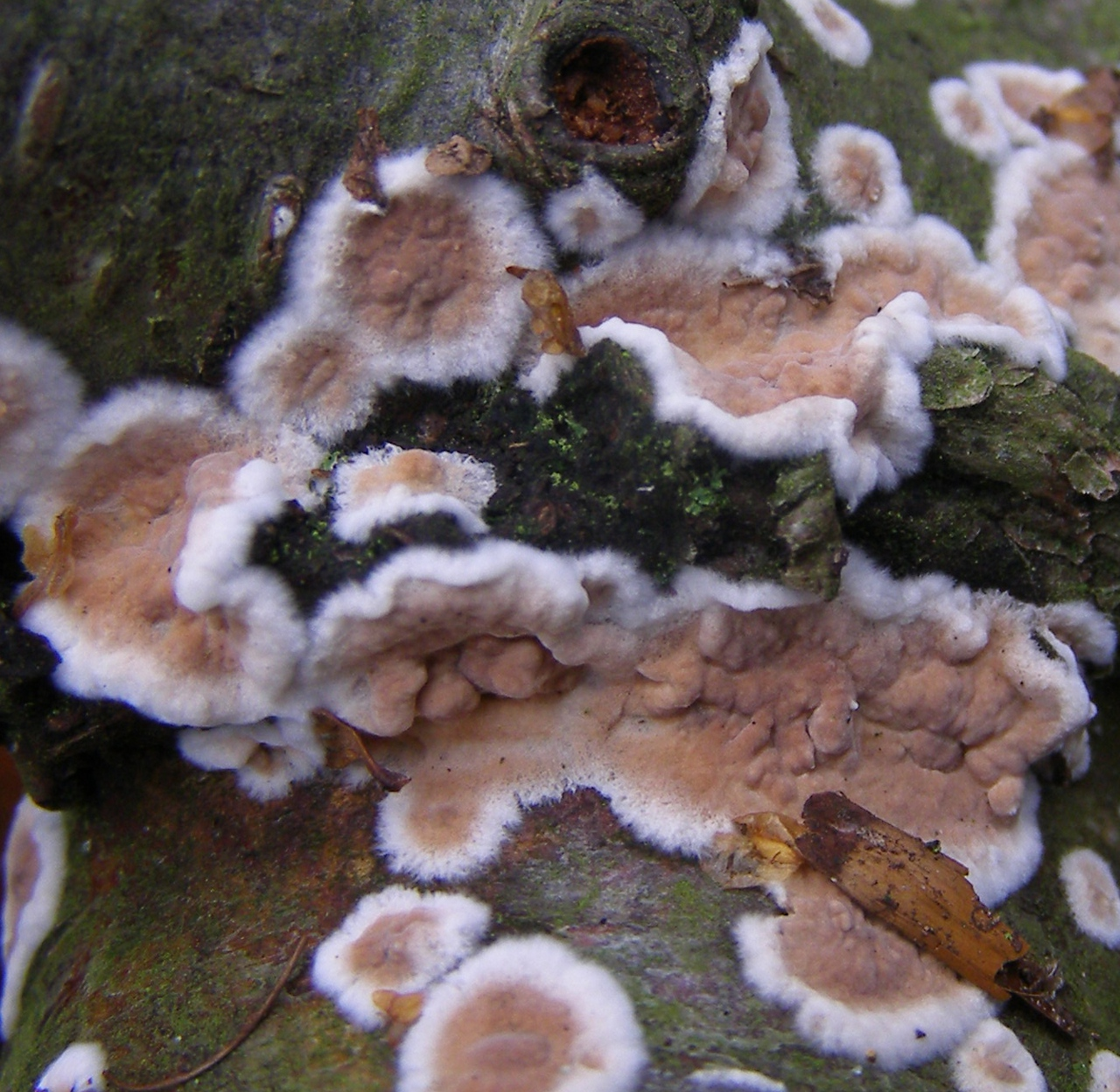
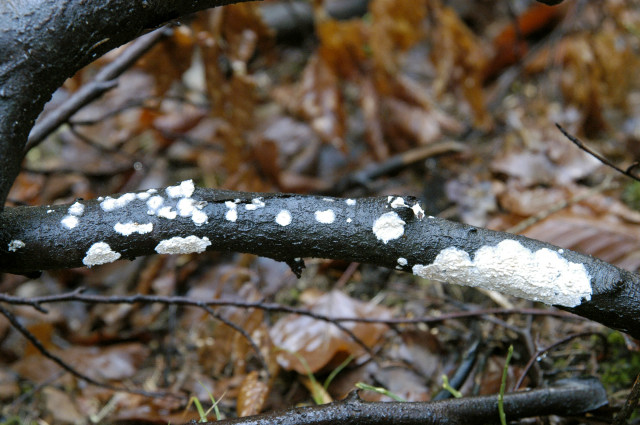
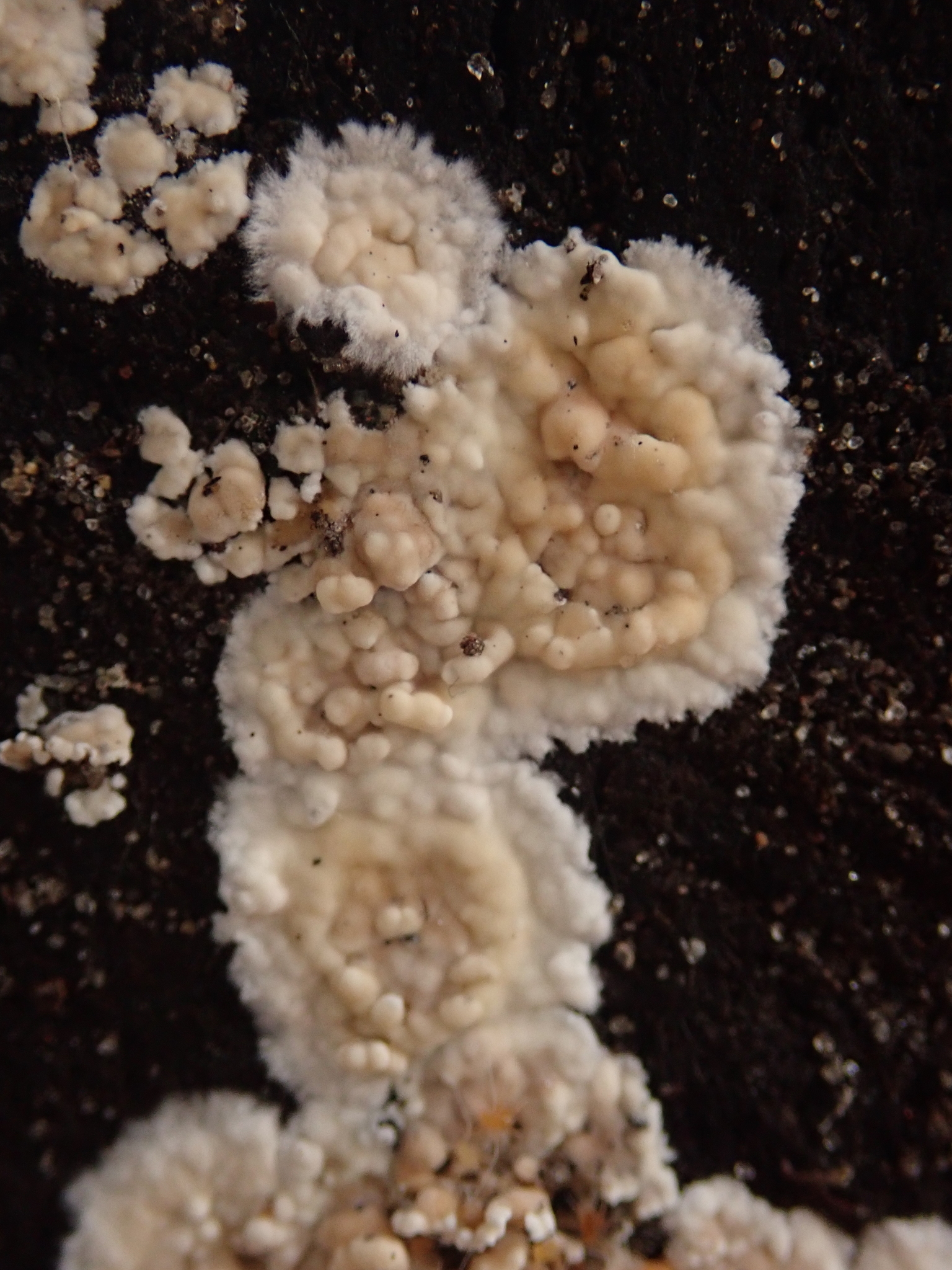

Nem ehető.